# 랄모니르하트구

방글라데시 랄모니르하트구

랄모니르하트구(벵골어: লালমনিরহাট জেলা)는 방글라데시 북부 국경에 위치한 구로 행정 중심지는 랄모니르하트이고, 랑푸르주의 일부이다. 1984년 2월 1일에 군으로서 랄모니르하트 마하쿠마 정이 설치되었다. 인도 서벵골주의 쿠치베하르와 잘파이구리에서 북쪽으로, 랑푸르구에서 남쪽으로, 쿠리그람구와 쿠치베하르에서 동쪽으로, 랑푸르구와 닐파마리구에서 서쪽으로 50km 정도 떨어진 곳에 위치한다. 랄모니르하트구의 국경선은 281.6km이다.

## 어원
19세기 말, 벵골 두라스 철도(BDR)의 노동자들이 철도 설치를 위해 진흙을 파다가 붉은 색의 돌을 발견했고 그 이후로 그 장소는 랄모니로 인식되었다. 반면에 몇몇 전설적인 의견들은 랄모니라는 이름의 여성이 소유한 땅을 획득한 철도가 그녀의 이름을 딴 땅을 철도에 대한 그녀의 공헌의 인정으로 유지했다고 한다. 다른 의견들은 1783년 농민 지도자와 함께 랄모니라는 여성이 누룰딘이 일반 농민들의 이익을 확립하기 위해 영국 군인들과 지주들에 맞서 싸웠고 통치자들의 잔혹함에 맞서 그녀의 목숨을 버렸다는 것이다. 그 장소는 존경의 표시로 랄모니라고 이름 지어졌다. "모자"라는 단어는 시간이 지남에 따라 그녀의 이름에 붙게 되었다.

## 역사
1984년 2월 1일 당시 방글라데시 정부의 여성 및 사회복지부 장관이 취임하면서 마하쿠마에서 지역으로 부상했다. 그 후 1984년 3월 18일에 우파질라로 랄모니르하트 사다르타나가 설립되었다. 그 결과, 랄모니르하트구의 우파질라의 수는 파트그람, 하티반다, 칼리간지, 아딧마리, 랄모니르하트 사다르 등 5개가 된다. 당시 시나이, 라자르하트, 가리알당가 연합이 쿠리그람구에 추가되었으며 랄모니르하트구와 지방 자치체의 연합 수는 각각 41개와 1개가 된다. 랄모니르하트 사다르는 104평방마일이 된다. 1985년 이후, 다하그람과 앙가르포타 지역은 파트그람 우파질라의 단일 연합이 되었고 총 연합 수는 42개가 되었다.

## 지리학
랄모니르하트구는 방글라데시의 북쪽에 있다. 랄모니르하트구에는 6개의 강이 있다. 티스타강은 이 지역의 주요 강 중 하나이다. 티스타강의 총 길이는 315km이고, 그 중 115km는 방글라데시에 있다. 총 경작지는 98,875 헥타르이다.

## 인구
| 연도     | 인구      | ±% p.a. |
| -------- | --------- | ------- |
| 1974     | 628,089   | —       |
| 1981     | 766,307   | +2.88%  |
| 1991     | 953,460   | +2.21%  |
| 2001     | 1,109,343 | +1.53%  |
| 2011     | 1,256,099 | +1.25%  |
| 2022     | 1,428,406 | +1.18%  |
| Sources: |           |         |

2011년 방글라데시 인구 조사에 따르면, 랄모니르하트구의 인구는 1,256,099명이고, 그 중 628,799명은 남성이고 627,300명은 여성이다. 농촌 인구는 117,414명(88.96%)인 반면 도시 인구는 138,685명(11.04%)이었다. 랄모니르하트구는 7세 이상 인구의 문맹률이 46.09%로 남성 49.30%, 여성 42.89%였다.

## 교육
랄모니르하트구에는 26개의 단과대학, 212개의 중등학교, 754개의 초등학교, 85개의 마드라사, 3개의 종합기술학교, 1개의 전문학교와 대학이 있다. 랄모니르하트구는 방글라데시의 7개 문맹 퇴치 자유 구역 중 하나이다. 랄모니르하트구의 문맹률은 65%이다.

## 경제
농업은 주요 수입원으로 72.78%가 농부이고 10.49%가 사업가이며 3.46%가 노동자이고 4.45%가 노동자이다.